# Ossuga (Twerza)
Die Ossuga (russisch Осу́га) ist ein 167 km langer Fluss im europäischen Teil Russlands. Sie ist ein rechter und der größte Nebenfluss der Twerza im Flusssystem der Wolga.

## Verlauf
Die Ossuga entspringt am südöstlichen Rand des Höhenzuges Zninskaja woswyschennost (russisch Цнинская возвышенность), einem Ausläufer der Waldaihöhen in der zentralen Oblast Twer. Sie fließt in zunächst östlicher Richtung und erreicht kurz darauf Kuwschinowo. Der Fluss ist hier 4–6 Meter breit und durch die Abwässer der örtlichen Papierfabrik verschmutzt.
In Kuwschinowo wendet sich die Ossuga nach Südosten, biegt aber bereits nach wenigen Kilometern nach Nordosten ab. Der Fluss fließt sehr kurvenreich durch die waldreiche zentrale Oblast Twer und ist in seinem Mittellauf zwischen 20 und 30 Metern breit und 1–1,2 Meter tief.
Bei Twerezki erreicht die Ossuga schließlich die Twerza.

## Nutzung
Die Ossuga ist in der eisfreien Zeit von April bis November ein beliebtes Ziel für Angler und Bootswanderer. Der Fluss wird hauptsächlich durch Schmelzwasser gespeist.